# ريتشارد بيكر (أستاذ جامعي)
ريتشارد بيكر (بالألمانية: Richard Becker)‏ هو فيزيائي ألماني، ولد في 2 ديسمبر 1887 في هامبورغ في ألمانيا، وتوفي في 16 مارس 1955 في باد شفالباخ في ألمانيا.